# Thelypteridoideae
Thelypteroideae, potporodica papratnjača, dio porodice Thelypteridaceae u redu osladolike ( Polypodiales). Postoji 37 rodova.

## Rodovi
1. Thelypteris Schmidel (2 spp.)
2. Coryphopteris Holttum (70 spp.)
3. Metathelypteris (H. Itô) Ching (17 spp.)
4. Amauropelta Kunze (236 spp.)
5. Oreopteris Holub (3 spp.)
6. Steiropteris (C. Chr.) Pic. Serm. (28 spp.)
7. Hoiokula S.E. Fawc. & A.R. Sm. (2 spp.)
8. Cyclogramma Tagawa (9 spp.)
9. Stegnogramma Blume (7 spp.)
10. Leptogramma J. Sm. (29 spp.)
11. Ampelopteris Kunze (1 sp.)
12. Cyclosorus Link (3 spp.)
13. Mesophlebion Holttum (17 spp.)
14. Meniscium Schreb. (25 spp.)
15. Goniopteris C. Presl (137 spp.)
16. Pakau S.E. Fawc. & A.R. Sm. (1 sp.)
17. Menisorus Alston (6 spp.)
18. Pelazoneuron (Holttum) A.R. Sm. & S.E. Fawc. (19 spp.)
19. Glaphyropteridopsis Ching (11 spp.)
20. Mesopteris Ching (6 spp.)
21. Grypothrix (Holttum) S.E. Fawc. & A.R. Sm. (13 spp.)
22. ×Chrinephrium Nakaike (0 sp.)
23. Menisciopsis (Holttum) S.E. Fawc. & A.R. Sm. (7 spp.)
24. Chingia Holttum (25 spp.)
25. Plesioneuron (Holttum) Holttum (60 spp.)
26. Strophocaulon S.E. Fawc. & A.R. Sm. (2 spp.)
27. Amblovenatum J. P. Roux (7 spp.)
28. Abacopteris Fée (14 spp.)
29. ×Chrismatopteris Quansah & D. S. Edwards (0 sp.)
30. Trigonospora Holttum (7 spp.)
31. Pseudocyclosorus Ching (13 spp.)
32. ×Glaphypseudosorus Hong M.Liu, Schuettp. & H.Schneid. (0 sp.)
33. Christella Lév. (70 spp.)
34. Pronephrium C. Presl (40 spp.)
35. Reholttumia S.E. Fawc. & A.R. Sm. (28 spp.)
36. Pneumatopteris Nakai (32 spp.)
37. Sphaerostephanos J. Sm. (192 spp.)